# Helio Flores
Helio Flores, más conocido como Helioflores (Xalapa, Veracruz, México, 8 de octubre de 1938) es un caricaturista mexicano.

## Biografía
Estudió arquitectura en la Universidad Veracruzana y en The School of Visual Arts de Nueva York. A los dos años de ejercer la arquitectura, la dejó por la caricatura en 1959. Fue fundador y coeditor de la revista satírica de los años 60 La Garrapata. Colaboró en los diarios Novedades, La Jornada y El Universal, entre muchos otros más de sus obras.
Parte de su obra está en la colección permanente del Museo de la caricatura y el dibujo animado de Basilea.

## Premios y reconocimientos
- Premio Nacional de Periodismo (1986, 1996, 2001 y 2003)
- Reconocimiento de Caricatura Gabriel Vargas (2017)
- Doctorado honoris causa, Universidad Veracruzana (2009)
- Grand Prix del Salón Internacional de la Caricatura de Montreal (1971, 1998)